# Глава 8: Искупление
Глава́ 8: Искупле́ние (англ. Chapter 8: Redemption) — восьмой и финальный эпизод первого сезона американского телесериала «Мандалорец», действие которого разворачивается в медиафраншизе «Звёздные войны». Эпизод был снят режиссёром Тайкой Вайтити по сценарию Джона Фавро и выпущен на стриминговом сервисе Disney+ 27 декабря 2019 года. В эпизоде Педро Паскаль исполняет роль Мандалорца, одинокого охотника за головами, который находится в бегах вместе с «Малышом». Серия была номинирована на прайм-таймовую премию «Эмми» в четырёх категориях и одержала победу в одной из них.

## Сюжет
В то время как Мандалорец, Кара Дюн и Гриф Карга оказываются в засаде, IG-11 спасает «Малыша». Мандалорец находит путь в вентиляцию, через который надеется попасть в убежище своего народа. Мофф Гидеон даёт героям время до полуночи, чтобы сдаться, иначе он прикажет штурмовикам открыть огонь. Гидеон упоминает настоящее имя Мандалорца — Дин Джарин. Мандалорец узнаёт Гидеона: он являлся офицером тайной полиции Империи на момент захвата ей Мандалора. IG-11 прибывает вместе с Малышом в город на спидере и стреляет в штурмовиков. Мандалорец также вступает в битву, однако его едва не убивает Гидеон. Когда они скрываются в штабе, Гидеон посылает туда штурмовика с огнемётом; Малыш использует Силу, чтобы направить пламя в обратную сторону и обезвредить солдата. Мандалорец и IG-11 остаются в здании, в то время как Дюн и Карга отправляются вместе с ребёнком в вентиляцию. IG-11 снимает шлем Мандалорца, чтобы излечить его раны, таким образом видя его лицо в первый раз, и сообщает, что раз он дроид, а не живое существо, тот факт, что он увидел лицо Мандалорца, технически не считается нарушением кодекса. Вскоре они догоняют остальных в вентиляции.
Прибыв в убежище Мандалорцев, они узнают от Оружейника, что имперцы нашли его, когда воины племени себя раскрыли. Малыш, который спас Мандалорца от грязерога на Арвале-7, напоминает Оружейнику Джедаев, архиврагов Мандалорцев. Она приказывает Мандалорцу доставить ребёнка Джедаям, где бы они ни находились, и даёт ему реактивный ранец. Оружейник отступает, а Мандалорец, Дюн, Карга, IG-11 и Малыш переправляются по подземной лавовой реке. Когда герои попадают в засаду, IG-11 жертвует собой и самоуничтожается. Когда они выбираются из туннеля, Гидеон атакует их на истребителе типа «СИД». С помощью реактивного ранца Мандалорец устанавливает взрывчатку на корабле Гидеона, вследствие чего происходит крушение. Карга приглашает Мандалорца обратно в Гильдию, но тот отказывается, поскольку должен защищать Малыша. Мандалорец хоронит Куиила и покидает Неварро. Тем временем, Гидеон выбирается из разбившегося истребителя с помощью Тёмного меча.

## Производство

### Разработка
Эпизод снят режиссёром Тайкой Вайтити по сценарию шоураннера сериала Джона Фавро.

### Подбор актёров
Главные роли в эпизоде исполнили Тайка Вайтити (голос IG-11), Джанкарло Эспозито (мофф Гидеон), Джина Карано (Кара Дюн), Карл Уэзерс (Гриф Карга) и Эмили Суоллоу (Оружейник). Суоллоу ранее появлялась в первом и третьем эпизодах, но была указана как приглашённая актриса. В качестве приглашённых актёров снялись Джейсон Судейкис и Адам Палли (штурмовики-скауты), Эйдан Бертола (юный Дин Джарин), Александра Манеа (мать Дина Джарина), Бернард Баллен (отец Дина Джарина) и Брендан Уэйн (мандалорский воин). Уэйн и Латиф Кроудер указаны в титрах как дублёры Мандалорца, Рио Хэкфорд — как исполнитель роли IG-11, а Джин Фриман и Лорен Мэри Ким — как дублёры Грифа Карги и Оружейника. «Малыш» управлялся различными кукловодами.

### Музыка
Людвиг Йоранссон написал музыкальное сопровождение для эпизода. Альбом с саундтреком был выпущен 27 декабря 2019 года.
| №                   | Название                      | Длительность |
| ------------------- | ----------------------------- | ------------ |
| 1.                  | «Check Point»                 | 1:21         |
| 2.                  | «Nurse Droid»                 | 1:08         |
| 3.                  | «The Ewebb»                   | 4:06         |
| 4.                  | «A Thousand Tears»            | 4:06         |
| 5.                  | «Nurse and Protect»           | 3:59         |
| 6.                  | «A Warrior's Death»           | 3:07         |
| 7.                  | «What Remains in the Tunnels» | 3:10         |
| 8.                  | «Clan of Two»                 | 3:32         |
| 9.                  | «Sacrifice»                   | 3:29         |
| 10.                 | «Mando Flies»                 | 2:04         |
| 11.                 | «The Baby»                    | 3:20         |
| Общая длительность: | Общая длительность:           | 33:22        |

## Реакция

### Отзывы критиков
Эпизод удостоился признания со стороны критиков. На сайте Rotten Tomatoes он имеет рейтинг 100 % на основе 29 рецензий со средним баллом 8.4 / 10. Консенсус сайта гласит: «„Мандалорец“ заканчивается взрывным действием и душевной дозой „Искупления“, готовя зрителей к новым захватывающим приключениям».
В СМИ освещалась отрицательная реакция фанатов на сцену, в которой штурмовик-скаут, сыгранный Джейсоном Судейкисом, бьёт «Малыша Йоду».

### Награды
Эпизод был номинирован на прайм-таймовую премию «Эмми» в четырёх категориях: «Лучшая музыкальная композиция для телесериала» для Людвига Йоранссона, «Лучший монтаж в однокамерном драматическом телесериале» для Джеффа Сибеника, «Лучший приглашённый актёр в драматическом телесериале» для Джанкарло Эспозито и «Лучшее озвучивание персонажа» для Тайки Вайтити. Победа была одержана в первой категории.

## Комментарии
1. ↑  Актёр Джанкарло Эспозито, а также официальный сайт «Звёздных войн» идентифицируют оружие как Тёмный меч[1][2], мандалорский световой меч, ранее фигурировавший в мультсериалах по мотивам франшизы[2][3][4].